# Bečka katedrala
Bečka katedrala ili Katedrala sv. Stjepana (njem. Stephansdom) je katedrala koja se nalazi na Trgu sv. Stjepana u Beču. Građena je u romaničkom i gotičkom stilu na ruševinama nekadašnjih dviju crkava, od kojih je prva sagrađena 1147. godine. Zbog krova živopisnih boja postala je jedan od najprepoznatljivijih simbola Beča.
ali je izgorjela 1258., tako da su od nje danas ostali jedini vidljivi tragovi na zapadnoj fasadi.
Veliki gotički brod je izgrađen od 1304. do 1450., a gotički toranj i tornjići na južnom transeptu dovršeni 1433.